# One Piece (serie de televisión de 1999)
One Piece (en japonés: ワンピース) es una serie de anime, basada en el manga de mismo nombre, realizada por Toei Animation y siendo transmitida en Japón en Fuji TV desde el 20 de octubre de 1999 hasta la actualidad. Además de adaptar el manga, el anime incluye varias historias de relleno dentro de la serie, además de varios especiales de televisión con historias originales. Toei Animation también ha realizado varias películas basadas en la franquicia.
En las encuestas realizadas por la cadena de televisión Japonesa TV Asahi para elegir los 100 Mejores Animes de Japón, basada en dos encuestas, una como serie en línea vista en Internet y otra como serie nacional vista en Japón, One Piece alcanzó el puesto número 06 como serie en línea y el puesto número 04 como serie nacional. Es actualmente el 16.º anime más largo de la historia.

## Argumento
Monkey D. Luffy es un muchacho de 17 años que se hace a la mar para convertirse en un capitán pirata, y reunir una tripulación en su viaje de la búsqueda del One Piece, un tesoro legendario que quien lo encuentre se convertirá en el nuevo Rey de los Piratas.

## Personajes
Los personajes principales de la serie son los miembros de la tripulación de los Piratas de Sombrero de Paja:
- Monkey D. Luffy: Es el protagonista principal de la serie y capitán de la tripulación. Es capaz de estirarse como la goma.
- Roronoa Zoro: Combatiente de la tripulación. Lucha usando tres espadas.
- Nami: Navegante de la tripulación. Es experta en mapas y el clima, y adora el dinero.
- Usopp: Francotirador de la tripulación. Suele mostrarse cobarde y es un mentiroso compulsivo.
- Sanji: Cocinero de la tripulación. También gran luchador, y muy enamoradizo.
- Tony Tony Chopper: Médico de la tripulación. Un reno capaz de caminar y hablar como los humanos.
- Nico Robin: Arqueóloga de la tripulación. La única persona en el mundo capaz de leer los Poneglyph.
- Franky: Carpintero de la tripulación. Es un cíborg con grandes conocimientos en tecnología.
- Brook: Músico de la tripulación. Un esqueleto viviente al que le gusta bromear.
- Jinbe: Timonel de la tripulación. Un hombre pez que pertenecía al grupo de los Siete Guerreros del Mar.

## Producción
La producción adaptada a partir del manga en formato anime para televisión corre a cargo de Toei Animation. La serie se estrenó en Japón el 20 de octubre de 1999, y se han emitido 1140 episodios, exportándose también a varios otros países del mundo.
Dos episodios tipo crossover con una adaptación conjunta con Toriko también se han emitido. El primero de ellos, que resultó también en el primer episodio de Toriko, se emitió el 3 de abril de 2011. El segundo episodio, en el que también apareció el elenco de Dragon Ball Z, se transmitió el 7 de abril de 2013.

### Episodios

#### Episodios especiales
Aparte de los episodios normales de la serie existen 13 episodios especiales de televisión, de 40 a 110 minutos de duración cada uno:
- Especial 1: La gran aventura del fondo del mar
- Especial 2: ¡Navegando el ancho mar! ¡El gran, gran sueño de un padre!
- Especial 3: ¡Proteger! La última gran actuación
- Especial 4: La historia de detectives del jefe Luffy Sombrero de Paja
- Especial 5: Episodio de Nami: Las lágrimas de una navegante y la conexión con los nakamas
- Especial 6: Episodio de Luffy: Aventura en la Isla Mano
- Especial 7: Episodio de Merry: El Cuento de un Amigo
- Especial 8: Episodio de 3D2Y ¡Superar la muerte de Ace! ¡El voto de Luffy a su tripulación!
- Especial 9: Episodio de Sabo (2015)
- Especial 10: Aventura en Nebulandia (2015)
- Especial 11: Corazón de Oro (Heart of Gold) (entrada a :One Piece Film Gold) (2016)
- Especial 12: Episodio del East Blue ¡La gran aventura de Luffy y sus 4 nakamas! (20th Anniversary) (2017)
- Especial 13: Episodio de la Isla del Cielo (2018)

### OVAs promocionales
Han sido producidas dos OVAs para la serie.
- El primer OVA, One Piece: Romance Dawn Story, fue producido por Toei Animation para el Jump Super Anime Tour de 2008. Tiene 34 minutos de duración. Está basado en la primera versión de Romance Dawn, el prototipo de la historia de One Piece, pero incluye a los miembros de la tripulación hasta la incorporación de Brook, así como la aparición del segundo barco, el Thousand Sunny. Durante la búsqueda de comida para la tripulación, Luffy llegó a un pueblo costero, derrotando a un pirata llamado Crescent Moon Gally en el camino. Conoce a una niña llamada Silk, abandonada por unos piratas que atacaron el pueblo y criada por el alcalde, lo que hizo que valorase el pueblo como "su tesoro". Los habitantes confunden a Luffy con Gally y le capturan justo cuando el verdadero Gally retorna. Este lanza a Luffy al agua planeando destrozar el pueblo, pero Silk salva a Luffy que va tras Gally. Los Sombrero de Paja llegan para ayudar a Luffy, y con su ayuda, recuperan el tesoro para la ciudad, consiguen comida y destrozan el barco de Gally.

- El segundo OVA, One Piece: Strong World Episode 0, es la animación del tomo especial del manga de One Piece titulado "Capítulo 0", el cual sirve de precuela a la serie mostrando cómo eran las cosas antes y después de la muerte de Roger. Además, es el episodio introductorio a la décima película, One Piece Film: Strong World.

### Películas
Desde el inicio de la serie, el estudio de animación japonés Toei Animation ha lanzado 15 películas. Las primeras tres películas fueron presentadas en un programa doble junto con otras producciones de Toei. Además la segunda, tercera y quinta película incluían cortos animados cómicos. Las mayoría de películas son historias originales producidas por Toei, mientras que la octava y la novena son versiones alternativas de partes del manga, en cambio la décima película tiene una historia ideada por Oda.

## Distribuciones del anime
En diferentes versiones del anime, se han hecho algunas ediciones de mayor o menor envergadura que han tenido que ver en la buena o mala aceptación de la serie fuera de Japón. Algunas veces, tratando de adecuar el contenido del anime y suavizar su impacto para los más pequeños (ignorando su origen Shōnen), la censura ha modificado aspectos importantes de la serie, motivo por el que ha sido criticada.

### 4Kids
4Kids adquirió los derechos de One Piece el 18 de septiembre de 2004 para Estados Unidos, Canadá y el resto de países de habla inglesa de Europa y Oceanía, era emitida por Fox Box y luego Cartoon Network en el bloque toonami, hasta que Toei Animation decidió quitarle los derechos de trasmisión desde el episodio 143 (episodio 104 en la versión de 4Kids) en todo los países donde 4Kids distribuyó su versión (y con ello, la cancelación definitiva de su doblaje), la cual fue traída a Latinoamérica por Toei de las Américas donde estaban en el episodio 52 (numeración de la versión de 4Kids) en Hispanoamérica en diciembre de 2006, pese a que 4Kids perdió los derechos, Toei de las Américas siguió distribuyendo la versión de 4Kids por Latinoamérica hasta en 2017 y en el 2011 se dobló y emitió en México una segunda temporada basada nuevamente en la versión de 4kids alcanzando hasta el episodio 104 episodios de su versión (y por lo tanto, terminando de doblar toda la versión de 4Kids al español latino) destacando por la censura a la que fue sometida One Piece en la televisión, y sumado a las críticas dadas en Foros de Anime debido a que ya se había visto One Piece en la versión japonesa. Sin embargo, esto no evitó que la serie sufriera censura (cortes donde había muertes violentas, sangre, cigarrillos, armas, eliminación completa de muchos capítulos, etc. y retoques digitales de escenas convirtiendo o borrando cigarros y el humo en aliento, escopetas en pistolas de agua, espadas en palos, ropa corta en ropa cerrada, dardos en ventosas). En Latinoamérica la serie fue licenciada por la filial latinoamericana y brasileña de Toei Animation Inc y se dobló en la empresa Candiani Dubbing Studios y la dirección estuvo a cargo de Noé Velázquez que también dobla a Sanji mientras que Luffy fue doblado por Diana Pérez y luego por Karina Altamirano.

### FUNimation
FUNimation había anunciado el 12 de abril de 2007 la adquisición de los derechos de One Piece, emitiéndose en Cartoon Network. Debido al gran éxito de One Piece, FUNimation reeditó los anteriores episodios previamente doblados por 4kids, sin censura y con un nuevo doblaje.
Tal fue el éxito en FUNimation, que lanzaron la octava película de One Piece en Estados Unidos. En la versión de FUNimation, no se cambiaron los openings y endings ni hubo cambio de banda sonora a diferencia de lo hecho por 4Kids.

### Arait Multimedia
Arait Multimedia es la empresa audiovisual que tenía inicialmente los derechos de distribución de One Piece en España. Pionera de la animación manga en España, Arait Multimedia lleva más de 25 años en el sector. El doblaje se realiza en su empresa hermana, Alamis. Anteriormente las traducciones de One Piece estaban a mano de Paloma Mellado, posteriormente pasando a estar a mano de Alessandra Moura, mientras que el director de doblaje es Jaime Roca, el cual también dobla a Luffy. La serie comenzó siendo emitida en España en 2003 por Tele 5, emitiendo estos episodios con censura, la cadena pidió a Arait que aplicase ciertos filtros de censura y ediciones de imagen a sus capítulos, dado que temían represalias y quejas por parte de las asociaciones de padres por su contenido violento (no olvidemos que la serie es un Shonen), además se modificaron diálogos, nombres, y ataques para atraer a un público más infantil. Emitieron 102 episodios, pero desde el 103 y hasta el episodio 195, fue Jetix quien se hizo con los derechos de emisión de la serie, cadena que dejó de aplicar la censura aunque mantuvo las traducciones infantiles para mantener una continuidad. Durante su emisión en el canal Boing España, emitió hasta 263 episodios en castellano sin censura alguna.
En 2004 pasó a emitirse en los canales regionales de la FORTA. Cataluña siendo la comunidad más avanzada, emitiendo 516 episodios de la serie hasta la fecha.
En 2022, Arait perdió los derechos de la serie, pasando a manos de Toei Animation.

### Selecta Visión
Selecta Visión obtuvo en 2016 los derechos de distribución de las películas de One Piece en España, contando con el mismo doblaje de Arait Multimedia para los protagonistas. El 4 de noviembre del mismo año, la película One Piece Film: Gold fue estrenada en cines, tanto en castellano como en catalán, lo cual contó con el debut de uno de los protagonistas, Brook, en el doblaje español del país. El día 30 del mismo mes fueron lanzadas en formato doméstico (DVD y Blu-ray) las películas One Piece Film: Strong World y One Piece Film: Z, mientras que el resto de las películas (1-9 y 11) fueron lanzadas directamente en formato doméstico a lo largo de 2017. El 15 de noviembre de 2019, se estrenó en cines One Piece: Stampede, contando de nuevo con las mismas voces que en el anime para los Piratas de Sombrero de Paja, además de Buggy, Tashigi, Galdino y Rob Lucci, siendo lanzada en formato doméstico en abril de 2020. One Piece Film: Red fue estrenada en otoño de 2022, la cual contó con el debut de uno de los protagonistas, Jinbe, en el doblaje español del país.

### Toei Animation

#### Hispanoamérica
En 2019, Toei Animation inició un proyecto de redoblaje de One Piece para toda la región de Latinoamérica, en el cual participan tanto voces nuevas como actores que ya habían trabajado en el doblaje de la versión de 4Kids años atrás, siendo que la versión utilizada en esta ocasión es la original procedente de Japón, sin cortes ni escenas editadas como las hubo anteriormente. La nueva adaptación en español latino se estrenó el 12 de octubre de 2020 en Netflix, comenzando inicialmente con los primeros 61 episodios. Actualmente se estrenaron hasta el episodio 750 de la serie. Excepto el episodio especial 492 que no fue emitido. 
El 5 de septiembre de 2023, Crunchyroll anunció que iniciaran a agregar su doblaje el 21 de septiembre, comenzando inicialmente con los primeros 61 episodios.

#### España
En 2022, Toei Animation Europe S.A.S. obtuvo la licencia del anime, anteriormente distribuido por Arait Multimedia. Con ello, la serie fue agregada en la plataforma Crunchyroll en el país.
En septiembre de 2023, tras once años sin ser emitida en castellano por televisión en España, se anunció que el canal Comedy Central emitiría la serie próximamente ese año. Le emisión comenzaría el 6 de noviembre, en una edición de los episodios en formato en panorámico en la que los openings y endings serían emitidos en su versión original en japonés, con los episodios conservando la introducción de los títulos en español de la edición de Arait. El canal llegó a emitir la primera temporada, cesando posteriormente su emisión en 2024. Conservando la división de Paramount Global en España los derechos de emisión, en junio de 2025 la plataforma Pluto TV comenzaría a emitir el anime en un canal dedicado a la serie.
En julio de 2023, el canal autonómico SX3 comenzó la reemisión de los 516 episodios doblados al catalán que duró hasta mayo de 2024. Ese mismo año, en septiembre, se anunció la compra de 228 episodios nuevos, llegando hasta el episodio 746 que se empezarán a doblar en 2025.

## Banda sonora

### Temas de apertura (openings)
| #  | Episodios               | Intervalo    | Canción                                                             | Artista                               |
| -- | ----------------------- | ------------ | ------------------------------------------------------------------- | ------------------------------------- |
| 1  | 1-47                    | 47 episodios | "We Are!"                                                           | Hiroshi Kitadani                      |
| 2  | 48-115                  | 68 episodios | "Believe"                                                           | Folder5                               |
| 3  | 116 - 168               | 53 episodios | "Hikari E"                                                          | The Babystars                         |
| 4  | 169 - 206               | 38 episodios | "Bon Voyage!"                                                       | Bon-Bon Blanco                        |
| 5  | 207 - 263               | 57 episodios | "Kokoro no Chizu"                                                   | BOYSTYLE                              |
| 6  | 264 - 278               | 15 episodios | "Brand New World"                                                   | D-51                                  |
| 7  | 279 - 283               | 5 episodios  | "We Are! (7 nin no Mugiwara Kaizoku-dan version)"                   | 7 nin no Mugiwara Kaizoku-dan version |
| 8  | 284 - 325               | 42 episodios | "Crazy Rainbow"                                                     | Tackey & Tsubasa                      |
| 9  | 326 - 372               | 47 episodios | "Jungle P"                                                          | 5050                                  |
| 10 | 373 - 394               | 22 episodios | "We Are! (Animation One Piece 10th. anniversary version)"           | TVXQ                                  |
| 11 | 395 - 425               | 31 episodios | "Share the world"                                                   | TVXQ                                  |
| 12 | 426 - 458               | 33 episodios | "Kaze wo sagashite"                                                 | Mari Yaguchi con los Sombrero de Paja |
| 13 | 459 - 492               | 33 episodios | "One Day"                                                           | The Rootless                          |
| 14 | 493 - 516               | 24 episodios | "Fight Together"                                                    | Namie Amuro                           |
| 15 | 517 - 590               | 72 episodios | "We Go!"                                                            | Hiroshi Kitadani                      |
| 16 | 591 - 628               | 37 episodios | "HANDS UP"                                                          | Kota Shinzato                         |
| 17 | 629 - 686               | 57 episodios | "Wake Up!"                                                          | AAA "Attack All Around"               |
| 18 | 687 - 746               | 59 episodios | "Hard Knock Days"                                                   | Generations from Exile Tribe          |
| 19 | 747 - 806               | 60 episodios | "We Can!"                                                           | Hiroshi Kitadani & Kishidan           |
| 20 | 807 - 855               | 49 episodios | "Hope"                                                              | Namie Amuro                           |
| 21 | 856 - 891               | 35 episodios | "Super Powers"                                                      | V6                                    |
| 22 | 892 - 934               | 43 Episodios | "Over the Top"                                                      | Hiroshi Kitadani                      |
| 23 | 935 - 999 / 1001 - 1004 | 69 Episodios | "Dreamin'on"                                                        | Da-iCE                                |
| -  | 1000                    | 1 Episodio   | "We are!" (Animation One Piece episodio 1000. anniversary version)" | Hiroshi Kitadani                      |
| 24 | 1005 - 1073             | 69 Episodios | "Paint!"                                                            | I Don't Like Mondays                  |
| 25 | 1074 - 1088             | 15 Episodios | "The Peak"                                                          | Sekai no Owari                        |
| 26 | 1089 - 1122             | 34 Episodios | "UUUUUS!"                                                           | Hiroshi Kitadani                      |
| 27 | 1123 - 1138             | 16 Episodios | "Tenshi to akuma"                                                   | GRe4N BOYZ                            |
| 28 | 1139 -                  | ?' Episodios | "Carmine'"                                                          | ELLEGARDEN                            |

Notas
1. ↑  El episodio 492 no tiene opening debido a que es la 2.ª parte del especial One Piece x Toriko; sin embargo el opening figura como ending del episodio.
2. ↑  El episodio 590 no tiene opening debido a que es la 2.ª parte del especial One Piece x Toriko x Dragon Ball Z; sin embargo el opening figura como ending del episodio, también pasó lo mismo con el episodio 542 pero con el especial One Piece x Toriko 2.

### Temas de cierre (endings)
| #  | Episodios   | Intervalo    | Canción                    | Artista                   |
| -- | ----------- | ------------ | -------------------------- | ------------------------- |
| 1  | 1 - 30      | 30 episodios | "Memories"                 | Maki Otsuki               |
| 2  | 31 - 63     | 33 episodios | "RUN! RUN! RUN!"           | Maki Otsuki               |
| 3  | 64 - 73     | 10 episodios | "Watashi ga Iru Yo"        | Tomato Cube               |
| 4  | 74 - 81     | 8 episodios  | "Souchi no suke"           | Suitei-Shoujo             |
| 5  | 82 - 94     | 13 episodios | "BEFORE DAWN"              | Ai-Sachi                  |
| 6  | 95 - 106    | 12 episodios | "Fish"                     | The Kaleidoscope          |
| 7  | 107 - 118   | 12 episodios | "GLORY -Kimi ga Iru Kara-" | Uehara Takako             |
| 8  | 119 - 132   | 14 episodios | "Shining ray"              | Janne da arc              |
| 9  | 133 - 156   | 24 episodios | "Free Will"                | Ruppina                   |
| 10 | 157 - 168   | 12 episodios | "FAITH"                    | Ruppina                   |
| 11 | 169 - 181   | 13 episodios | "A to Z"                   | ZZ                        |
| 12 | 182 - 195   | 14 episodios | "Tsuki to Taiyou"          | Shela                     |
| 13 | 196 - 206   | 11 episodios | "Dreamship"                | Aiko Ikuta                |
| 14 | 207 - 230   | 24 episodios | "Mirai Koukai"             | Tackey & Tsubasa          |
| 15 | 231 - 245   | 15 episodios | "Eternal Pose"             | Asia Engineer             |
| 16 | 246 - 255   | 10 episodios | "Dear Friends"             | TriPlane                  |
| 17 | 256 - 263   | 8 episodios  | "Asu wa Kuru Kara"         | TVXQ                      |
| 18 | 264 - 278   | 15 episodios | "Adventure World"          | Delicatessen              |
| 19 | 1071 - 1088 | 18 episodios | "RAISE"                    | Chilli Beans.             |
| 20 | 1089 - 1122 | 34 episodios | "Dear sunrise"             | Maki Otsuki               |
| 21 | 1123 - 1138 | 16 episodios | "The 1"                    | muque                     |
| 22 | 1139 -      | ? episodios  | "PUNKS"                    | Chameleon Lime Whoopiepie |

## Doblaje

### Personajes principales
| Personaje         | Actor de Voz     | Actor de doblaje                | Actor de doblaje (1.er doblaje, 4Kids)                                       | Actor de doblaje (Redoblaje, sin censura)                                             |
| ----------------- | ---------------- | ------------------------------- | ---------------------------------------------------------------------------- | ------------------------------------------------------------------------------------- |
| Monkey D. Luffy   | Mayumi Tanaka    | Jaime Roca                      | Diana Pérez (Episodios 1-52) Karina Altamirano (Episodios 53-104)            | Mireya Mendoza (Episodios 1-325) Desireé González (Episodio 326-en adelante)          |
| Rorona Zoro       | Kazuya Nakai     | Jorge Saudinos                  | Alfredo Gabriel Basurto (Episodios 1-52) Dafnis Fernández (Episodios 53-104) | Dafnis Fernández (Episodios 1-325) Alfredo Gabriel Basurto (Episodio 326-en adelante) |
| Nami              | Akemi Okamura    | Diana Torres                    | Georgina Sánchez                                                             | Georgina Sánchez                                                                      |
| Usopp             | Kappei Yamaguchi | Pepe Carabias                   | Aldo Lugo                                                                    | Alejandro Orozco                                                                      |
| Sanji             | Hiroaki Hirata   | Alfredo Martínez                | Noé Velázquez Pedroza                                                        | Noé Velázquez Pedroza                                                                 |
| Tony Tony Chopper | Ikue Ōtani       | Luis Vicente Ivars              | Nallely Solis                                                                | Nallely Solis                                                                         |
| Nico Robin        | Yuriko Yamaguchi | Rosa Campillo                   | Kerygma Flores                                                               | Kerygma Flores                                                                        |
| Franky            | Subaru Kimura    | Miguel Ángel Pérez              | Sin doblaje                                                                  | Manuel Campuzano (Anime y Película 15)                                                |
| Franky            | Subaru Kimura    | Miguel Ángel Pérez              | Sin doblaje                                                                  | Galo Balcázar (Película 13)                                                           |
| Franky            | Subaru Kimura    | Miguel Ángel Pérez              | Sin doblaje                                                                  | Alfonso Obregón (Otras Películas)                                                     |
| Brook             | Chō              | José Posada (Películas)         | Sin doblaje                                                                  | Óscar Flores (Anime y Películas)                                                      |
| Brook             | Chō              | José Posada (Películas)         | Sin doblaje                                                                  | Darío Olivares (Película 13)                                                          |
| Jinbe             | Katsuhisa Hōki   | José Luis Siurana (Película 15) | Sin doblaje                                                                  | Víctor Hugo Aguilar (Película 15)                                                     |

### Personajes secundarios y terciarios
| Piratas del Pelirrojo                  | Piratas del Pelirrojo | Piratas del Pelirrojo                                   | Piratas del Pelirrojo            |
| Personaje                              | Actor de Voz          | Actor de doblaje (Redoblaje, sin censura)               | Actor de doblaje                 |
| -------------------------------------- | --------------------- | ------------------------------------------------------- | -------------------------------- |
| Shanks                                 | Shuichi Ikeda         | Raúl Anaya                                              | Leopoldo Ballesteros             |
| Benn Beckman                           | Aruno Tahara          | Rafael Pacheco                                          | Emilio García/Juan Carlos Lozano |
| Lucky Roo                              | Jin Domon             | Mauricio Pérez/Omar Carrasco                            | Jorge Saudinós                   |
| Yasopp                                 | Michitaka Kobayashi   | Carlos Hernández                                        | Alfredo Martínez                 |
| Marines                                |                       |                                                         |                                  |
| Personaje                              | Actor de Voz          | Actor de doblaje                                        | Actor de doblaje                 |
| Smoker                                 | Ginzō Matsuo          | Dan Osorio                                              | Pedro Tena                       |
| Smoker                                 | Mahito Ōba            | Dan Osorio                                              | Pedro Tena                       |
| Tashigi                                | Junko Noda            | Liliana Barba/Ivett Toriz/Rosalinda Márquez             | Rosa Vivas                       |
| Koby                                   | Mika Doi              | Angelica Villa                                          | José Carabias                    |
| Helmeppo                               | Kōichi Nagano         | Daniel Lacy                                             | Alfredo Martínez                 |
| Morgan                                 | Banjō Ginga           | César Beltrán                                           | Francisco Andrés Valdivia        |
| Nezumi                                 | Tamotsu Nishiwaki     | Fidel Garriga                                           | Emilio García                    |
| Fullbody                               | Hideo Ishikawa        | Eduardo Ramirez                                         | Leopoldo Ballesteros             |
| Jango                                  | Kazuki Yao            | José Arenas/Diego Estrada (un ep.)                      | Jaime Roca                       |
| Ciudadanos del East Blue               |                       |                                                         |                                  |
| Personaje                              | Actor de Voz          | Actor de doblaje                                        | Actor de doblaje                 |
| Boodle                                 | Jōji Yanami           | Herman López                                            | Juan Carlos Lozano               |
| Kaya                                   | Mariko Kouda          | Analiz Sánchez                                          | Carolina Tak                     |
| Ninjin                                 | Setsuko Yoshitake     | Lupita Leal/Liliana Corona                              | Mariano García                   |
| Kuina                                  | Machiko Toyoshima     | Ximena De Anda                                          | Gádor Martín                     |
| Johnny                                 | Masaya Takatsuka      | Víctor Ugarte/Daniel Lacy                               | Emilio García                    |
| Yosaku                                 | Yasuhiko Tokuyama     | Christian Strempler                                     | Jaime Roca                       |
| Zeff                                   | Kōji Yada             | Daniel Del Roble                                        | Francisco Andrés Valdivia        |
| Patty                                  | Tetsu Inada           | Leonardo García/Eduardo Fonseca/Héctor Estrada (un ep.) | Juan Carlos Lozano               |
| Nojiko                                 | Wakana Yamazaki       | Adriana Olmedo                                          | Julia Martínez                   |
| Genzo                                  | Kōzō Shioya           | Humberto Solórzano                                      | Juan Carlos Lozano               |
| Bell-mère                              | Noriko Hidaka         | Maggie Vera/Romina Marroquín Payro                      | Yolanda Quesada                  |
| Piratas del East Blue                  |                       |                                                         |                                  |
| Personaje                              | Actor de Voz          | Actor de doblaje                                        | Actor de doblaje                 |
| Buggy el Payaso                        | Shigeru Chiba         | Manuel Campuzano/Mario Heras                            | Alfredo Martínez                 |
| Alvida                                 | Yōko Matsuoka         | Erica Edwards                                           | Yolanda Quesada                  |
| Mohji                                  | Shigenori Sōya        | Javier Rivero/Rubén León                                | Leopoldo Ballesteros             |
| Cabaji                                 | Moriya Endō           | Alan Bravo                                              | Francisco Andrés Valdivia        |
| Kuro                                   | Koichi Hashimoto      | Armando Coria                                           | Juan Carlos Lozano               |
| Don Krieg                              | Fumihiko Tachiki      | Víctor Covarrubias                                      | Antonio Llano                    |
| Gin                                    | Kenichi Ono           | Edson Matus                                             | Jaime Roca                       |
| Pearl                                  | Hiroyuki Kawamoto     | Ricardo Mendoza                                         | Jorge Saudinós                   |
| Arlong                                 | Jūrōta Kosugi         | Ricardo Méndez/Carlos Reynoso                           | Francisco Andrés Valdivia        |
| Hatchan                                | Toshiyuki Morikawa    | Luis Fernando Orozco                                    | Leopoldo Ballesteros             |
| Kuroobi                                | Hisao Egawa           | Salvador Reyes                                          | Juan Carlos Lozano               |
| Baroque Works                          |                       |                                                         |                                  |
| Personaje                              | Actor de Voz          | Actor de doblaje                                        | Actor de doblaje                 |
| Crocodile/Mr. 0                        | Ryūzaburō Ōtomo       | Sebastián Llapur/Francisco Villasis (un ep.)            | Rafael Torres/Salvador Serrano   |
| Daz Bones/Sr. 1/Don Primero            | Tetsu Inada           | Eduardo Fonseca                                         | Emilio García                    |
| Paula/Srta. Año Nuevo/Doña Doblededo   | Rin Mizuhara          | Jessica Ortíz                                           | Julia Martínez                   |
| Paula/Srta. Año Nuevo/Doña Doblededo   | Yuko Tachibana        | Jessica Ortíz                                           | Julia Martínez                   |
| Bentham/Sr. 2/ Don Segundo             | Kazuki Yao            | Roberto Carrillo                                        | Jorge Saudinós                   |
| Galdino/Sr. 3/Don Tercero              | Nobuyuki Hiyama       | Nacho Rodríguez                                         | Juan Carlos Lozano               |
| Sr. 4/Don Cuarto                       | Masaya Takatsuka      | Julio Grijalva                                          | Rais David Báscones              |
| Sr. 5/Don Quinto                       | Masaya Takatsuka      | Jaime Alberto Carrillo                                  | Roberto Encinas                  |
| Sra. Día del Castor/Doña Natividad     | Mami Kingetsu         | Gloria Obregón                                          | Mercedes Espinosa                |
| Srta. Valentina/Doña Valentín          | Fumiko Orikasa        | Circe Luna                                              | Carolina Tak                     |
| Srta. Lunes/Doña Lunes                 | Makiko Ōmoto          | Alex Delint                                             | Ana San Millán                   |
| Sr. 9/Don Noveno                       | Yasuhiro Takato       | César Garduza                                           | Leopoldo Ballesteros             |
| Isla de Drum                           |                       |                                                         |                                  |
| Personaje                              | Actor de Voz          | Actor de doblaje                                        | Actor de doblaje                 |
| Dra. Kureha                            | Masako Nozawa         | Laura Torres                                            | Julia Martínez                   |
| Dalton                                 | Kenichi Ono           | Javier Otero/Ricardo Bautista                           | Enrique J. Lles                  |
| Dr. Hiriluk                            | Shigeru Ushiyama      | Eduardo Tejedo/Gerardo Del Valle (un ep.)               | Juan Carlos Lozano               |
| Wapol                                  | Bin Shimada           | César Soto                                              | Iñaki Alonso                     |
| Kuromarino                             | Kenji Nomura          | Gustavo Melgarejo                                       | Alfredo Martínez                 |
| Reino de Arabasta                      |                       |                                                         |                                  |
| Personaje                              | Actor de Voz          | Actor de doblaje                                        | Actor de doblaje                 |
| Princesa Nefertari Vivi/Miss Wednesday | Misa Watanabe         | Lourdes Arruti                                          | Pepa Agudo                       |
| Rey Nefertari Cobra                    | Iemasa Kayumi         | Óscar Gómez                                             | Leopoldo Ballesteros             |
| Igaram/Mr. 8                           | Keiichi Sonobe        | Mario Filio                                             | Francisco Andrés Valdivia        |
| Chaka                                  | Kihachirō Uemura      | Enrique Cervantes                                       | Juan Carlos Lozano               |
| Pell                                   | Kenji Nojima          | Eduardo Garza                                           | David Rocha                      |
| Toto                                   | Masaaki Tsukada       | José Luis Orozco                                        | Jorge Saudinós                   |
| Kohza                                  | Takeshi Kusao         | Irwin Daayán                                            | Jaime Roca                       |
| Otros                                  |                       |                                                         |                                  |
| Personaje                              | Actor de Voz          | Actor de doblaje                                        | Actor de doblaje                 |
| Gol D. Roger                           | Chikao Ōtsuka         | Gabriel Pingarrón                                       | Jaime Roca                       |
| Dracule Mihawk                         | Takeshi Aono          | Esteban Desco                                           | Antonio Fernández Muñoz          |
| Dracule Mihawk                         | Hirohiko Kakegawa     | Esteban Desco                                           | Antonio Fernández Muñoz          |
| Monkey D. Dragon                       | Hidekatsu Shibata     | Ricardo Tejedo                                          | Francisco Andrés Valdivia        |
| Portgas D. Ace                         | Toshio Furukawa       | Arturo Cataño                                           | José María Carrero               |
| Narrador                               | Mahito Ōba            | Gerardo Vásquez/Óscar Gamboa                            | Juan Carlos Lozano               |

## Merchandising

### Artbooks y guías
El 25 de febrero de 2002 se publicó One Piece Animation Logbook, un artbook de dibujos e imágenes del anime, cubriendo la historia desde el East Blue hasta los eventos en la Isla de Drum, contando con de guías de personajes, resúmenes de historias, dibujos de diseño de los animadores y entrevistas con el personal. Posteriormente, el 1 de mayo de 2007 se publicó One Piece Rainbow!, contando con el mismo formato, recopilando los eventos desde Arabasta hasta Enies Lobby. El 3 de agosto de 2012 se publicó One Piece White!, siendo una guía con el mismo formato, recopilando la historia en el anime hasta el momento del salto temporal.

### Otros medios
El restaurante Baratie, inspirado en el restaurante de mismo nombre en la serie, abrió en junio de 2013 en la sede de Fuji Television.
One Piece cuenta con un canal oficial de YouTube que promociona los productos y novedades de la franquicia. En 2024, se anunció que IShowSpeed obtuvo la autorización para compartir material de la serie en sus transmisiones en vivo.